# Machaerium orientalis
Machaerium orientalis är en tvåvingeart som beskrevs av Yang och Li 1998. Machaerium orientalis ingår i släktet Machaerium och familjen styltflugor.
Artens utbredningsområde är Zhejiang (Kina). Inga underarter finns listade i Catalogue of Life.